# Barry (Schiff, 1956)
Die USS Barry (DD-933) war ein Zerstörer der Forrest-Sherman-Klasse der United States Navy. Sie ist das dritte Schiff, das nach John Barry benannt wurde. Durch Umbaumaßnahmen Mitte der 1960er-Jahre wurde sie zum Typschiff der Barry-Klasse.

## Geschichte

### Bau und Indienststellung
Der Bauauftrag für die Barry erging am 15. Dezember 1952, die Kiellegung fand am 15. März bei Bath Iron Works in Bath, Maine statt. Der Stapellauf fand nach der Taufe durch Mrs. Francis Rogers, einer Urgroßnichte des Namensgebers, am 1. Oktober 1955 statt. Am 7. September 1956 erfolgte die Indienststellung bei der Navy.

### Dienstzeit
Die Barry wurde der Atlantikflotte zugeteilt und operierte zu Beginn in der Karibik und vor Mittelamerika, wurde dann 1957 ins Mittelmeer verlegt, wo sie als Teil der 6. Flotte in den Trägerkampfgruppen verschiedener Flugzeugträger operierte. Am 26. September eskortierte sie das U-Boot Seawolf, als dieses mit Präsident Eisenhower an Bord vor Newport Tauchübungen absolvierte. Nach weiteren Übungen vor der US-Küste kehrte der Zerstörer wieder ins Mittelmeer zurück, wo er mit der 6. Flotte operierte. Nach dem Putsch im Irak vom 14. Juli bat der libanesische Präsident Camille Chamoun um Unterstützung der Amerikaner. Der Flugzeugträger Saratoga, zu dessen Kampfgruppe die Barry damals gehörte, wurde vor die Küste des Libanons verlegt, um Marines, die die Situation an Land stabilisieren sollten, zu unterstützen. Im Sommer 1960 besuchte das Schiff während einer ausgedehnten Europareise Kiel und andere europäische Hafenstädte und unternahm gemeinsam mit europäischen Marineschiffen groß angelegte Übungen. Während des folgenden Einsatzes im Mittelmeer beschattete der Zerstörer als Teil der Begleitschiffe der Randolph sowjetische Schiffe, die das Schwarze Meer in Richtung Kuba verließen. Während der Seeblockade Kubas im Oktober 1962 war das Schiff als Wachtposten an der Quarantäne-Linie eingeteilt, verfolgte unter anderem ein sowjetisches Diesel-U-Boot der Foxtrot-Klasse und überwachte die Durchsuchung mehrerer Handelsschiffe, deren Ziel Kuba war. In den folgenden Jahren operierte die Barry wieder in der Karibik und im Atlantik sowie im Mittelmeer, nahm an der Bergung der Gemini 4-Kapsel teil und wurde dann in den Pazifik verlegt, wo sie ab 1965 für ein Jahr vor der Küste Vietnams operierte und amerikanische Einheiten unterstützte.

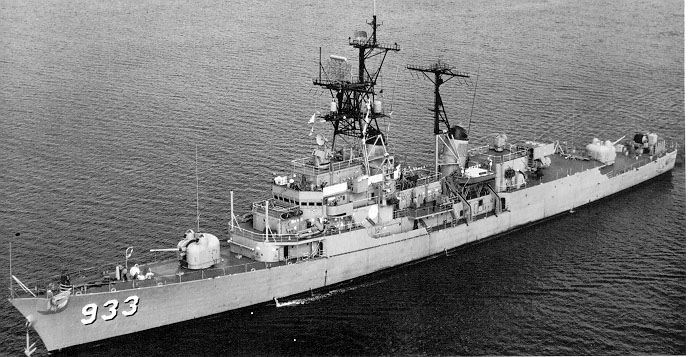
Barry nach dem Umbau

Nachdem sie 1966 ihre Weltumrundung abgeschlossen hatte, ging die Barry am 23. Juli in Boston ins Trockendock, wo zum ersten Mal umfangreiche Umbauarbeiten anstanden. So erhielt die Barry ein neues Radar- und Sonarsystem, das nach dem Ausdocken ausführlich erprobt wurde. Am 4. Januar 1967 kehrte sie wieder ins Dock zurück und wurde am 31. Januar formell außer Dienst gestellt. In den folgenden 15 Monaten wurde das Schiff komplett umgebaut, erhielt unter anderem einen ASROC-Starter an Stelle des zweiten Geschützes und wurde dann im April 1968 als Typschiff der neuen Barry-Klasse wieder in Dienst gestellt. Die ersten Operationen fanden dann wieder im Mittelmeer, vor der griechischen Küste statt. Der neue Heimathafen der Barry wurde Athen, wo sie im Rahmen des Forward Deployment Program stationiert wurde. Bis zum Ende der 70er-Jahre operierte der Zerstörer zumeist im östlichen Mittelmeer, besuchte 1978 noch einmal Nord- und Mitteleuropa, unter anderem Bremen und Amsterdam. Nach einem Besuch vor Kenia und einer letzten Durchfahrt durchs Mittelmeer und der Überquerung des Atlantiks, wurde der Zerstörer am 5. November 1982 außer Dienst gestellt und nach Philadelphia geschleppt.

### Verbleib
Nach seiner Außerdienststellung wurde das Schiff im Herbst 1983 vom Hochseeschlepper Apache nach Washington, D.C. geschleppt. Es lag seitdem als Museumsschiff (38° 52′ 15,6″ N, 76° 59′ 45,6″ W) im Washington Navy Yard am Anacostia River als Besucherattraktion. 1990 ist die Barry in das National Register of Historic Places aufgenommen worden. Nachdem die anstehenden Renovierungskosten von rund zwei Millionen US-Dollar angesichts der niedrigen Besucherzahlen als zu hoch betrachtet worden waren, wurde die Barry am 17. Oktober 2015 als Museumsschiff verabschiedet und im Mai 2016 zur Verschrottung in den Philadelphia Naval Shipyard geschleppt.